# Association for Skeptical Enquiry
De Association for Skeptical Enquiry of ASKE ("Vereniging voor Sceptisch Onderzoek") is een sceptische organisatie in het Verenigd Koninkrijk.

## Geschiedenis
ASKE werd in 1997 opgericht door bestuurscomité van een aantal mensen waaronder Anne Corden, Michael Heap, Marky O’Leary, Wayne Spencer, Tony Youens en Mark Gould. Onder haar grondleggers bevonden zich psychologen, wetenschappers, academici en ambtenaren. Het doel was om een nationale Britse sceptische organisatie op te richten waarbij men zich kon aansluiten en die de doelen van wetenschappelijk scepticisme bevorderde door communicatie met de media, het publiek te adviseren over zaken als alternatieve geneeswijzen, paranormale claims en andere "wilde en niet-onderbouwde beweringen", het distribueren van nieuwsbrieven en andere uitgaven, het houden van openbare bijeenkomsten enzovoorts.
Na de oprichting begon ASKE regelmatig een tijdschrift te publiceren, de Skeptical Intelligencer, aanvankelijk met Wayne Spencer als hoofdredacteur. De Skeptical Intelligencer bevat tegenwoordig ook de ASKE-nieuwsbrief Skeptical Adversaria en verschijnt per kwartaal online (en gedrukte exemplaren zijn verkrijgbaar op verzoek). Huidig hoofdredacteur is Michael Heap.
Met opzet hielden ASKE en de Manchester Humanists op vrijdag de dertiende november 1998 een conferentie bij de Manchester Metropolitan University om verscheidene moderne vormen van bijgeloof te weerleggen onder de naam “Paranormal and Superstitious Beliefs: A Skeptical Examination”. Wegens de veiligheidsvoorschriften van de universiteit moesten de rationele wetenschappers (waaronder Chris French, Michael Heap, Kevin McClure, Robert L. Morris, David Stretch, Timothy Taylor, Richard Wiseman en Tony Youens) hun plannen laten varen om op ludieke wijze spiegels te breken, onder ladders door te lopen en zelfs zwarte katten hun paden te laten kruisen. Ook bekritiseerde archeoloog Taylor de schrijver Graham Hancocks' "belachelijke" hypothese dat verschillende bouwwerken die in de oudheid over de hele wereld waren gebouwd het product waren van eenzelfde verloren gegane mondiale beschaving; hij bestempelde Grahams werk op dit vlak als "pseudo-archeologie" en als zijde "ver voorbij de feiten over dit onderwerp in termen van zaken als koolstofdatering."

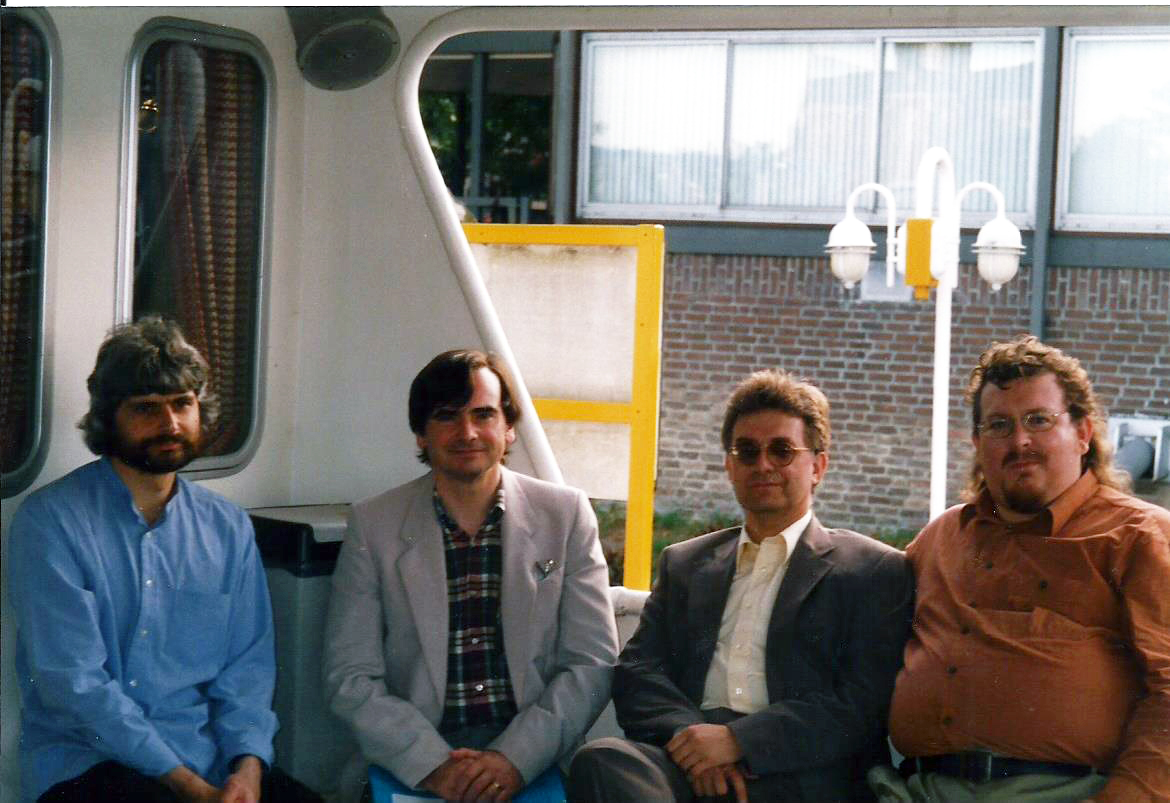
Spencer, Heap, French en O'Leary tijdens een rondvaart in Maastricht tijdens het 9e European Skeptics Congress in 1999.

Op 16 juli 1999 organiseerden ASKE en de Anomalistic Psychology Research Unit (APRU) van het Goldsmiths College samen de conferentie “Parapsychology: Current status and future prospects” aan het Goldsmiths College van de Universiteit van Londen.
Tussen 1997 en 2001 trok ASKE meer dan 70 leden naar zich toe van het Verenigd Koninkrijk tot in Malta, Italië en de Verenigde Staten. Paranormaal onderzoeker Tony Youens zei dat hij, ondanks veelvoorkomende verhalen van rondspokende geesten, in deze jaren "verrassend" weinig uitnodigingen had gekregen om zulke beweringen van paranormale activiteit te komen onderzoeken. Hoewel mensen die zulke gebeurtenissen melden er "vaak erg ontdaan en bezorgd" om zijn, "willen ze niet dat je een kijkje gaat nemen". Youens stelt dat, als men er maar de kans voor geeft, alles verklaard kan worden, en dat geen bovennatuurlijke verschijnselen bestaan.
Nadat ASKE toetrad tot de European Council of Skeptical Organisations (ECSO), organsiseerde zij het 11e European Skeptics Congress in Londen. Van 11 tot 13 september 2015 organiseerde zij het 16e European Skeptics Congress samen met de APRU van het Goldsmiths College.
In 2005 nam het zelfverklaarde medium "Shirley Ghostman" camera's mee om zich te laten testen door Youens (ASKE), French (APRU), Wendy M. Grossman (hoofdredacteur van tijdschrift The Skeptic) een twee anderen, en faalde. Naderhand ontdekten ze dat hij eigenlijk cabaretier Marc Wootton was die zijn nieuwe documentaire High Spirits with Shirley Ghostman aan het opnemen was. Later dat jaar gaf Youens een interview aan Skepticality, waar hij uitlegde welke trucs mediums gebruiken en hoe men die kan spotten.

## Paranormale uitdaging
ASKE biedt een prijs aan van enkele duizenden ponden aan eenieder die paranormale gaven kon demonstreren onder wetenschappelijk gecontroleerden voorwaarden. Er waren in de vroege jaren betrekkelijk weinig pogingen en een tijdlang bood ASKE in plaats daarvan aan om potentiële beweerders voor andere grote internationale prijzen te screenen. In the early years, there were very few enquiries, and for some time ASKE offered to screen potential claimants for other major international prizes instead. In 2012—2013 loofde de ASKE £400 (ca. €500) uit voor wie de Britse preliminaire test voor de Sisyphusprijs van SKEPP succesvol kon afleggen. Sinds 27 augustus 2016 daagt ASKE opnieuw met een eigen prijs van ₤10.000 iedereen uit "die met succes 'een paranormale gave' kan demonstreren die ze beweren te bezitten".